# Voltaire Publishing
Voltaire Publishing var ett svenskt allmänutgivande bokförlag baserat i Stockholm, med inriktning på skönlitteratur, noirdeckare och samhällsdebatt. Förlaget hade även en tydlig miljöprofil. Förlaget var en del av Kraft & Kultur, ett kultur- och elhandelsbolag som levererade el från förnyelsebara energikällor. 
Voltaire Publishing gav ut kulturmagasinet Voltaire.
I januari 2012 meddelade man att förlaget avvecklas, till följd av ”de avsevärda fel i Kraft & Kulturs räkenskaper som uppdagades hösten 2011”.

## Författare
Författare som har blivit publicerade hos Voltaire Publishing, i urval: 
- Nathan Larson
- Ralph Nader
- Dag Öhrlund
- Dan Buthler
- Ben Kiernan
- Lars Åke Augustsson
- Carol O'Connell
- Jan Kallberg
- Boris Benulic
- Don Winslow
- Charlie Huston
- Shlomo Sand
- Katharina Brunat
- Stuart Neville
- Thomas L. Friedman
- Kenan Malik
- Pierre Hanell
- Jan-Erik Holtter
- John Dickie
- Charlotte Greig
- Agnes af Geijerstam
- Sarah Woodruff
- Francine Maroukian
- Johan Norberg